# Hiperlexia
A hiperlexia configura-se como um conjunto de sintomas que se apresentam em crianças com transtornos em algumas áreas de seu desenvolvimento. Dentre estes destaca-se a habilidade precoce em decodificar palavras sem a presença de instrução formal.
É considerada um transtorno de linguagem e comunicação, não de comportamento. Embora crianças hiperléxicas possuam padrões comportamentais muito similares ao quadro de autismo brando de alto funcionamento, tendem a perder estas características à medida que desenvolvem suas habilidades de linguagem.  Vale observar que crianças dentro espectro do autismo apenas em raras ocasiões apresentam avançadas habilidades de leitura, mas existem casos em que ambos podem estar associados. 
Para ter o diagnóstico de hiperlexia, de acordo com a Associação Americana de Hiperlexia, a criança precisa apresentar as seguintes características: Habilidade precoce de leitura (maior do que a esperada para sua idade), mesmo que muitas vezes a leitura seja mecânica e ela não compreenda bem o que está escrito; Ser verdadeiramente fascinada por letras e números; Dificuldade para compreender a linguagem falada; Dificuldades em suas habilidades sociais (que se deve à sua limitação na linguagem oral), principalmente com indivíduos da mesma faixa etária. 
Geralmente, se uma criança começa a ler sem receber lições antes dos cinco anos, isto é considerado leitura precoce e pode significar hiperlexia. As crianças hiperléxicas não têm, todas, igual capacidade de ler, algumas lêem aos dois anos outras só aos quatro. A compreensão também varia, mas todas reconhecem as palavras em nível muito superior ao que se poderia esperar de um pré-escolar. E não é incomum que, antes mesmo de desenvolver a capacidade de falar, a criança com hiperlexia já esteja decifrando palavras e frases.

## Desenvolvimento
Leitura Precoce: Não é raro que as crianças hiperléxicas leiam as palavras de cabeça para baixo, ou em qualquer posição. Geralmente é entre os 18 e os 24 meses que essas crianças demonstram capacidade para identificar letras e números. Por volta dos três anos, começam a ver as letras reunidas, formando palavras. Isso não é ensinado, a capacidade de ler, simplesmente aparece e fica. Ela aprende a decifrar, a decodificar palavras. 
Leitura Compulsiva: Para uma criança hiperléxica, o nível do reconhecimento de palavras isoladas é um, e outro é o nível de compreensão de palavras agrupadas, formando conceitos. As crianças hiperléxicas lêem tudo que seus olhos encontram em forma de letra. Pode ser difícil conseguir que fiquem sentadas por algum tempo, lendo histórias infantis, mas lerão qualquer outra coisa que lhes apareça. Elas, simplesmente, não podem evitar isso, pois os estímulos visuais são muito do seu agrado, principalmente sob a forma de letra.
Conduta Social Atípica e Inflexível: Enquanto outras crianças estão começando a falar e descobrindo na linguagem um meio de comunicação com seus pares, as hiperléxicas estão por fora! Elas não têm interesse social no mesmo nível que pode ser notado em outras crianças. E se colocadas em ambiente social demonstram não possuir as qualidades requeridas para interação em grupo. Costumam ter um "mau gênio" acentuado. Situações constrangedoras podem ocorrer por conta de sua inflexibilidade, ou pelo fato destas crianças muitas vezes não entenderem os fatos correntes e nem saberem o que se espera que elas façam. É a limitação da sua linguagem que determina sua conduta, não o contrário. Como muitas vezes elas não entendem o que está sendo dito, procuram assumir o controle da situação. O comportamento rebelde é a reação que costumam ter ao se sentirem confusos, frustrados e inseguros nestes momentos em que não conseguem se exprimir.
Apego à Rotina e Desligamento da Realidade: Para as crianças hiperléxicas, qualquer mudança pode ser algo muito difícil. Quando for necessário introduzir alguma modificação na rotina, é importante preparar a criança para isso. A criança hiperléxica parece pensar que vive num mundo somente seu. 
Pequena Capacidade de Atenção: A capacidade de atenção das crianças é pequena, e menor ainda nas hiperléxicas. Em certos casos, manter concentrada em um determinado assunto por mais de alguns instantes é um desafio realmente sério para seus pais e professores. Com frequência desviam a atenção para outro objeto, deixando de lado as tarefas que lhe são propostas, uma após a outra. Por outro lado, se o assunto for de sua própria escolha, podem ser capazes de lhe dedicar atenção por longo tempo. É o que acontece, por exemplo, quando assistem a programas de televisão ou a gravações em vídeo, e isto ocorre devido ao constante estímulo visual que recebem. 

## Diagnóstico e Tratamento
A hiperlexia ainda é pouco conhecida no Brasil, sendo muitas vezes não diagnosticada corretamente ou erroneamente tida como obrigatoriamente associada ao autismo. Países como Canadá e Estados Unidos classificam a hiperlexia à parte.
Sendo assim, no Brasil, é comum estas crianças serem diagnosticadas com autismo e, ao perderem as características autistas em torno dos 5 anos de idade, constata-se que nunca foram autistas. 
Isso ocorre pois nos primeiros anos as crianças hiperléxicas exibem muitos dos comportamentos associados tipicamente ao autismo: comportamentos auto-estimulatórios, necessidade de rotina, birras, comportamentos ritualísticos, sensibilidade à entrada sensorial (ruído, toque, odores), ansiedade geral e medos específicos  incomuns. Mas estes comportamentos baixam conforme elas desenvolvem a linguagem, geralmente na idade de 4 1/2 a 5 anos. Estas crianças são geralmente carinhosas com suas famílias e podem melhor se relacionar com os adultos do que com crianças. As crianças hiperléxicas possuem o desejo inato de desenvolver relacionamentos sociais, embora possam faltar as habilidades de linguagem pragmática para fazê-lo eficazmente.[]
O fato de os sintomas autísticos diminuírem conforme o crescimento da linguagem implica que, nestas crianças, há problemas no processamento da linguagem. Sendo este o fator causal de suas dificuldades de interação. Por isso destaca-se a hiperlexia como um distúrbio de linguagem, não de comportamento como é o caso do autismo.
A aquisição de linguagem nas crianças com hiperlexia segue muitas vezes um padrão similar: as primeiras palavras da maioria das crianças se desenvolve entre 12 e18 meses, mas aproximadamente metade das crianças perdem aquelas palavras e não começaram a recuperá-las até após a idade de dois anos. A linguagem é então  adquirida através do processo de Gestalt. []
Estudos com hiperléxicos demonstram que é crucial que a habilidade de leitura seja empregada como meio preliminar de desenvolver a linguagem. A leitura pode também ser usada para a administração comportamental e para ajudar à criança na compreensão da rotina da sala de aula. Porque a leitura precoce não é esperada em uma criança que exiba uma desordem de linguagem e comportamentos aberrantes, frequentemente é considerada como uma "lasca de  habilidade" e não explorada como meio para aprender. É natural para um professor tentar reiniciar um sentido verbal quando uma criança não responde, mas estas crianças necessitam que o sentido seja escrito, assim elas têm algo tangível para olhar. []
O desenvolvimento da linguagem é, então, a chave para destrancar uma criança hiperléxica. Estas crianças têm processos incomuns de aprendizagem e você terá que deixar de lado tudo o que já souber a respeito de como as crianças aprendem a linguagem em geral, e fixar-se em como aprende a sua criança; este será o seu ponto de partida.
As crianças hiperléxicas são inteligentes e com frequência indivíduos altamente dotados. Assim, a inteligência não é prejudicada pela presença da hiperlexia, e o teste adequado geralmente mostra que as crianças têm, no mínimo, uma inteligência normal. 
Novas ideias são captadas rapidamente por crianças com hiperlexia se os conceitos forem apresentados de forma adaptada às suas condições psicológicas e à sua maneira de entender. É importante entender-se que as crianças hiperléxicas não captam muito do meio ambiente como outras crianças, mas se receberem demonstrações com modelos visuais, contarão com a vantagem da sua poderosa memória. Professores e terapeutas de crianças com sintomas de hiperlexia confirmam que a melhora da linguagem faz a melhora da conduta. 
Mas como pular a barreira da linguagem para chegar à conduta? Fazendo a criança sentir-se segura. A criança ameaçada ou assustada agirá por reflexos, não por pensamento consciente. Um afago, então, pode ser mais eficaz do que uma reprimenda, para afastar uma explosão temperamental. Evite palavreados e procure descobrir porque a criança está insegura. Quando a criança lhe parecer calma, então poderá ser viável dar-lhe uma explicação.
Ajude a criança a dominar as aptidões que envolvem tocar e sentir o mundo real. Enquanto outras crianças podem descobrir conceitos por si mesmas, a criança hiperléxica precisa de demonstrações concretas. 
Na escola costumam ser necessárias algumas alterações, como ter que escrever tudo que bastaria ser dito oralmente. 

## Vertambém
- Superdotado
- Fala tardia
- Albert Einstein
- Thomas Sowell
- Educação especial
- Educação inclusiva